# Matia Corvin
Matia Corvin (în maghiară Hunyadi Mátyás, în latină Matthias Corvinus, în germană Matthias Corvinus, în croată Matija Korvin; n. 24 februarie 1443, Cluj, Regatul Ungariei – d. 6 aprilie 1490, Viena, Arhiducatul Austriei), născut Matia de Hunedoara, cunoscut și ca Mateiaș în cronicile Moldovei sau Matei Corvin, a fost unul dintre cei mai mari regi ai Ungariei. A condus Regatul Ungariei între anii 1458–1490. A fost botezat după Sfântul Matia, apostolul, nu după Matei Evanghelistul.

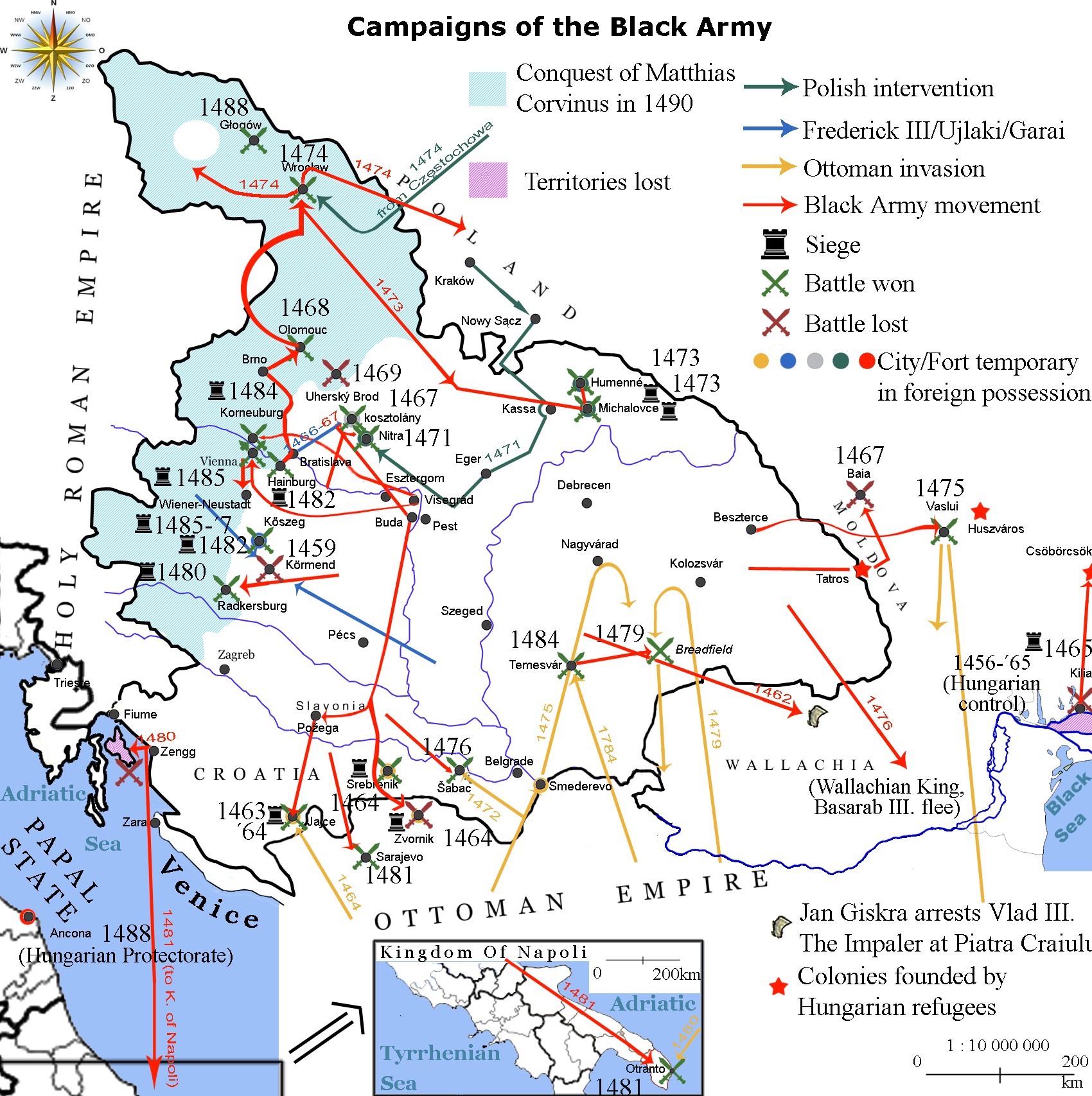
Cuceririle occidentale ale lui Matia Corvin

## Originea

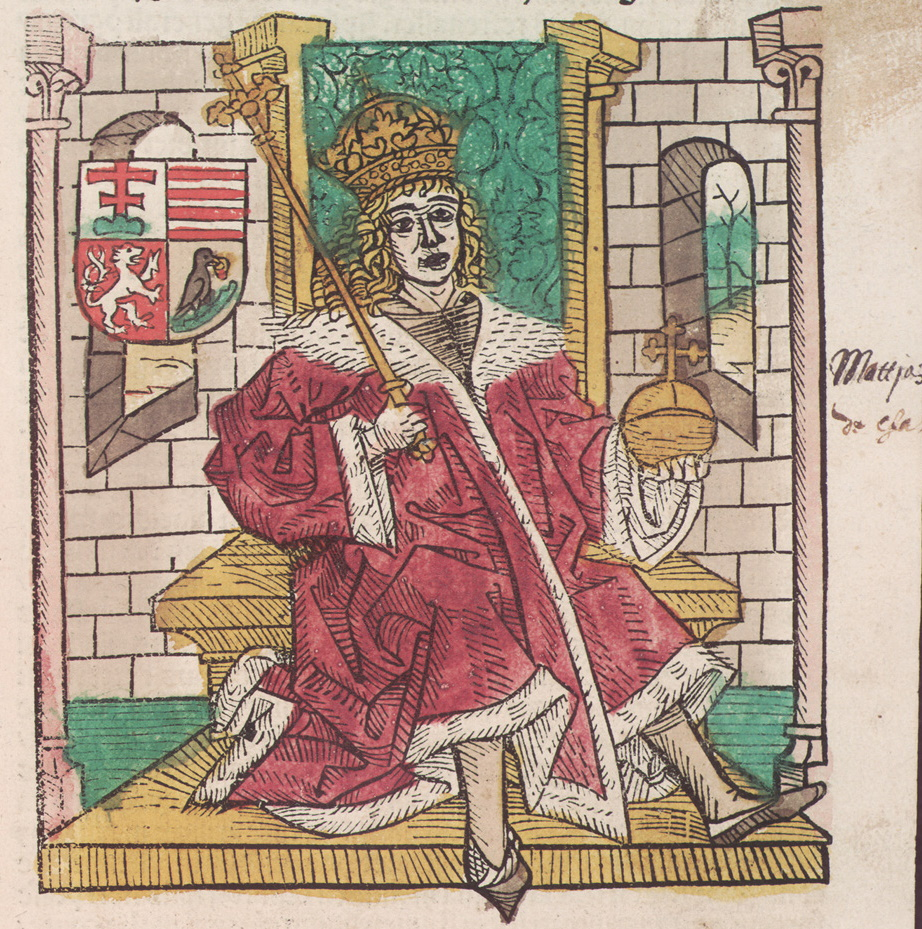
Matia Corvinul - ilustrație in pagina unui incunabul slovac al cărui autor este Ioannes de Thurocz, adică Thuróczy János, istoric maghiar, autor al Chronica Hungarorum

Viitorul rege s-a născut în 1443 la Cluj, ca al doilea fiu al lui Ioan de Hunedoara (vezi Familia Huniade) în casa lui Jakab Méhffi socrul lui Stefan Kolb. Ioan de Hunedoara a fost un renumit conducător militar, descendentul unui cneaz valah (român), pe nume Voicu.
Într-un document de donație al posesiunii Hunedoara, datat la 18 octombrie 1409 apar nominalizați Voyk sau Woyk, filius Serbe ori Serba, cu frații săi Magas și Radul, vărul lor Radul și fiul lui Woyk, anume Iohannes. Fiind vorba despre români, variantele în limba română ale acestor nume, trebuie să fi fost Voicu, Șerbu sau Șerban, Mogoș, Radul și Ioan sau Iuon. Cu alte cuvinte, străbunicul regelui Matia s-a numit Șerbu (Șerban), bunicul Voicu, unchii Mogoș și Radul, iar tatăl Ioan (Iuon).
Ioan de Hunedoara a întreprins în calitate de regent al Ungariei o serie de campanii militare reușite împotriva Imperiului Otoman, lăsând fiului său un regat sigur și stabil. Mama lui Matia a fost Erzsébet Szilágyi (Elisabeta), dintr-o familie de nobili maghiari cu foarte mare influență, fiica căpitanului László Szilágyi de Horogszeg (Ladislau) al cetății de la Bradics și sora lui Mihai Szilágyi, voievod transilvănean și regent ungar.

## Educația
Tutorele lui Matia a fost cărturarul Grigore de Sanok⁠(de)[traduceți], ulterior arhiepiscop de Lemberg. Acesta a fost un critic al scolasticii și promotor al umanismului renascentist. Alt formator al său a fost episcopul János Vitéz, de asemenea reprezentant al umanismului. Sub aceste auspicii viitorul rege a fost un cunoscător al culturii clasice italiene și un adept al gândirii Renașterii.

## Cariera politică
După moartea lui Ioan de Hunedoara, oligarhia maghiară a revenit la putere. „Tânărul rege” (Ladislau Postumul) a fost conducătorul nominal, însă adevărații conducători erau familiile maghiare Garai, Ujlaki și Cillei. Grija lor a fost să combată influența familiei Hunyadi. Astfel, au convins pe tânărul rege Ladislau, să ordone inculparea pentru omucidere și condamnarea la moarte (prin decapitare) a lui László (Ladislau Corvin), fiul cel mare al lui Ioan de Hunedoara. Fiul cel mic al lui Ioan, Matia, încă un copil, a fost și el, datorită intrigilor, curând aruncat în închisoare. Apoi a început războiul civil. Adolescentul rege a fugit în Boemia, luând pe Matia cu el. Erzsébet Szilágyi, văduva lui Ioan de Hunedoara, a organizat armatele fidele soțului său și a reușit să pună capăt războiului civil, învingând armatele marii nobilimi. Regele Ladislau Postumul moare în condiții suspecte în Cetatea din Praga, iar mai mulți dintre cei ce-l determinaseră să-l condamne pe Ladislau de Hunedoara au fost uciși din ordinul Elisabetei sau al lui Mihai Szilágyi. Dieta Națională a fost reunită la Buda să aleagă noul rege. În prezența armatelor lui Hunyadi, cantonate pe Dunărea înghețată, a fost ales rege Matia, în vârstă de 14 ani, care trebuia răscumparat și adus de la Praga.
Matia Corvin a domnit 32 de ani ca rege al Ungariei, iar domnia sa a fost una dintre cele mai strălucite din istoria Ungariei. Aristocrația de rang înalt însă nu s-a împăcat cu prezența lui pe tronul Ungariei și a uneltit pentru a-l detrona. Conform legendei, marii nobili ar fi reușit să-și pună planul în aplicare cu ajutorul reginei Beatrice, soția regelui. Medicul reginei îl trata de reumatism pe regele Matia otrăvindu-l cu plumb; astfel regele Matia muri încet, de saturnism, înainte să ajungă la vârsta de 50 de ani.

## Activitatea culturală
Fiind format în spiritul Renașterii, regele Matia a promovat influențele culturale italiene în Ungaria. Buda, Esztergom, Székesfehérvár și Visegrád au fost printre orașele care au beneficiat de stabilirea unui sistem de sănătate publică și educație, precum și a unui nou sistem juridic sub domnia lui Matia Corvinul. S-a dovedit a fi un generos mecena al artiștilor din Italia (ex. Galeotto Marcio) și Europa de Vest, care s-au strâns la curtea sa. Biblioteca sa, Bibliotheca Corviniana, era cea mai mare colecție europeană de cronici istorice și lucrări filosofice și științifice din secolul al XV-lea, numărând peste 5.000 de exemplare, fiecare exemplar valorând mai mult de 1.000 de florini de aur.
Domnia sa este considerată ca fiind unul dintre cele mai glorioase capitole ale istoriei Ungariei, marcate prin campanii militare victorioase ale temutei sale Fekete sereg („Armata neagră”). Ungaria a cunoscut în timpul domniei sale cea mai vastă întindere din istoria sa (la vest din sud-estul Germaniei până în Dalmația, iar la est din Polonia, - excluzând Moldova și Țara Românească - până în Bulgaria de astăzi). Matia Corvin a condus în uniune personală Regatul Moraviei, Silezia și Luzația (Lausitz) (toate trei 1468/1469/1479-1490) și Austria Inferioară (1477/1485-1491). Vorbea maghiara, italiana, croata, latina și mai târziu germana, ceha, slovaca, precum și alte limbi slave. Regele Matia este amintit și astăzi, în multe istorisiri și cântece populare, ca un conducător foarte înțelept și drept.

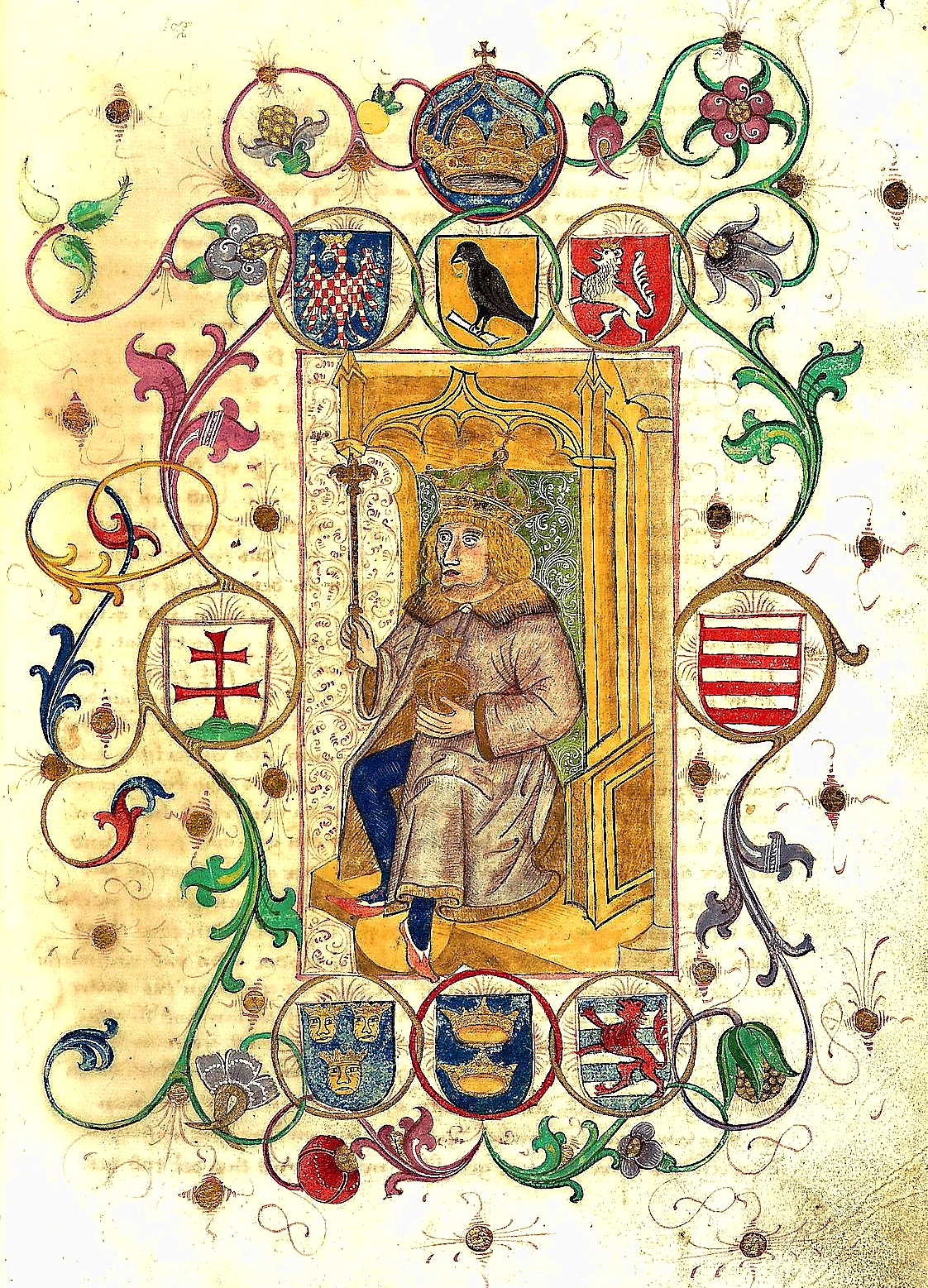
Însemnele heraldice ale lui Matia Corvin prezentate în manuscrisul german al cronicarului maghiar Ioannes de Thurocz (Thuróczy János), datat 1490

Matia Corvin a fost cel care a ordonat întemnițarea domnitorului Munteniei Vlad al III-lea (Țepeș), când acesta, urmărit de armata otomană, i-a cerut ajutorul. Dar tot Matia l-a ajutat pe Vlad să recucerească tronul Țării Românești (Valahiei) de la Laiotă Basarab.
După ce Ștefan cel Mare, domnitorul Moldovei a încheiat pacea cu Regele Cazimir al Poloniei, Matia l-a atacat pe Ștefan, dar a fost înfrânt în lupta de la Baia, oastea sa retrăgându-se, urmărită de cea a lui Ștefan, iar Matia a fost rănit în această luptă de trei săgeți și o lovitură de lance. Într-o diplomă emisă în 1469, Matia Corvinul recompensa cu unele drepturi pe maramureșenii din garda "sumanelor negre", pentru vitejia dovedită în salvarea de la moarte a regelui în bătălia de la Baia. Diploma menționa pe Coroi din Oncești (Maramureș), pe fiul acestuia Ioan, precum și pe frații de arme ai acestora: Mihai de Petrova, Mihai Nan de Slatina, Petru Leucă din Valea Lupului, Ioan Miclea din Șugatag, Petru de Berbești, Simion fiul lui Pop de Uglea, Lupșa de Berbești, Steț de Biserica Albă și George Avram de Oncești.

## Un posibil arbore genealogic al familiei Huniade
Un posibil arbore genealogic al familiei Huniade, bazat exclusiv pe teorii speculative și nu pe documente in primele segmente.
```
                                                        
Mengu-Timur

                                                             │ 
                                                         
Thocomerius

                                                             │
                                                          
Basarab I

                                                             │
                                      Cneaz cuman    ∞    ... Basarab
                                            │                │ 
                                            |─────────┐──────|
                                                      │
                                                    
Both

                                                      │
                                          ┌───────────┴──────────┐
                                       
Csorba
/
Sorb
(∞Édua)        Rados
                                          │                     
      ┌──────────────┬────────────────────|─────────────────────────────────┐                       
    Rados          Magos                Vajk/Voicu(∞
Erzsébet Morzsinai
)  Candachia   
                                          │
                              ┌───────────|─────——────────────────┐─────────┐──────——──┐─────——──┐─────——──┐
                            János        
Iancu de Hunedoara
 (∞
Erzsébet Szilágyi
)Iván     Vajk     Erzsébet   Klára     Mária
                          1395-1400    1400-1456
                              ┌───────────┴─────────┐
                            
László
               
Matia Corvin
(o-o Borbála Edelpeck)
                          1431-1457             1443-1490
                             ++                     │
                                              Ion Corvin (
Corvin János
) (∞ 
Beatrice de Frangepan
 / 
Frangepán Beatrix
)
                                                1473-1504
                                                    │
                                        ┌───────────┴─────────┐
                                 Erzsébet Corvin        
Kristóf Corvin

                                   1496-1508              1499-1504
                                      ++                     ++

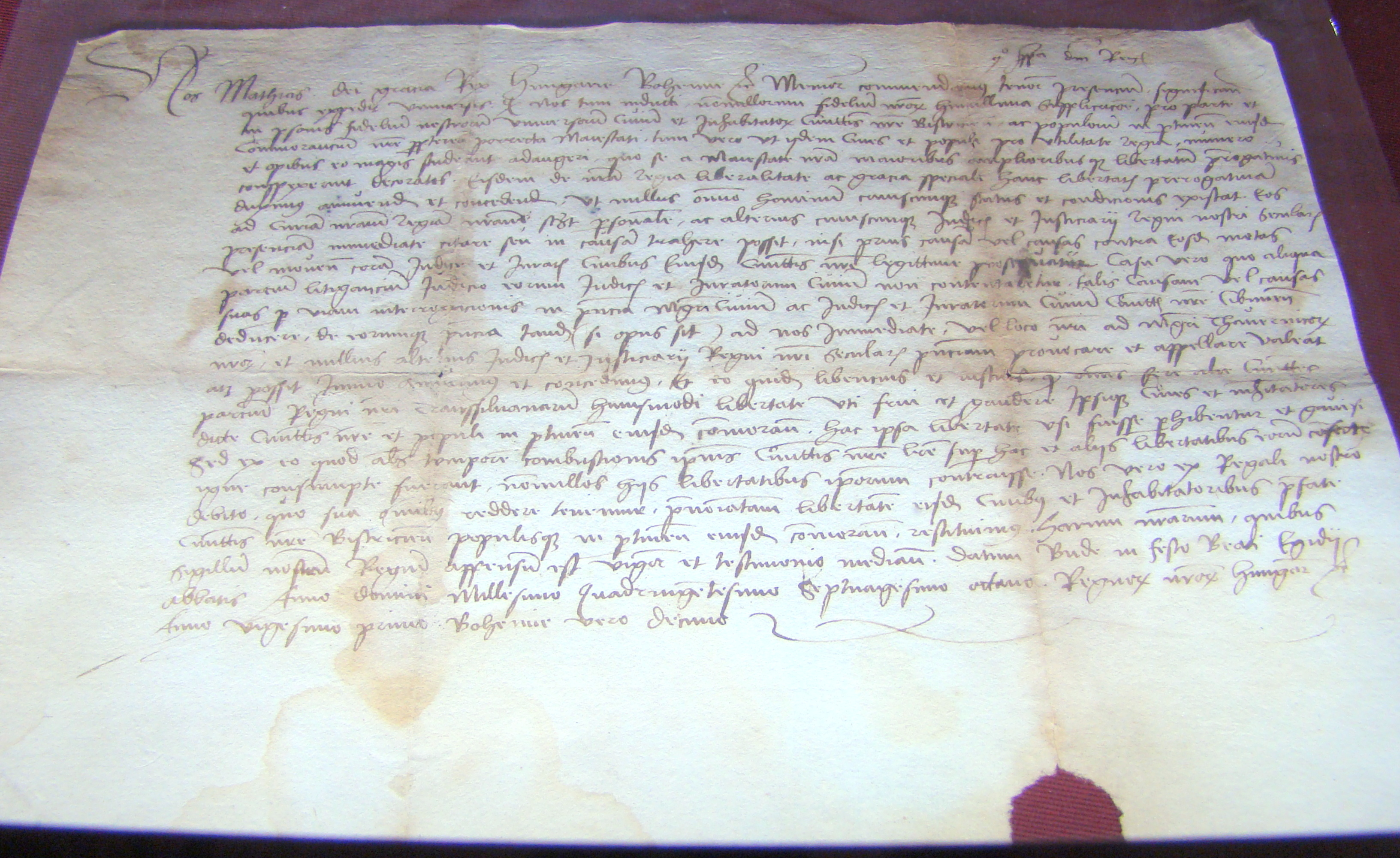
Document scris în latină medievală emis de cancelaria regelui Matia Corvin

```

## Numele
A fost botezat în Biserica Sfântul Mihail din Cluj, primind numele de Matia ca născut în ajunul zilei de 24 februarie, zi în care calendarul roman îl comemora pe Sfântul Matia (trecut în calendarul răsăritean pe 9 august).
Din cauza frecvenței reduse a numelui Matia în spațiul românesc transilvănean, prenumele regelui a fost și este pronunțat de români, Matei sau Mateiaș. Aceasta poate fi și o urmare a asemănării numelui apostolului Matia cu cel al evanghelistului Matei (sărbătorit la 21 septembrie în calendarul roman universal, respectiv la 16 noiembrie în cel creștin ortodox). Mai mult, în Moldova s-a încetățenit numele Mateiaș, de la numele maghiar al regelui, Mátyas (Mattia). De aici, istoricii din Muntenia l-au preluat ca Matei, considerând numele Mateiaș ca fiind un hipocoristic. Însă numele corect, care rezultă din documente, este Matia/Mattia/Mathias. Epitetul Corvinus provine de la stema familiei, ce conținea un corb (corvus în latină).